# 旭堂南海
旭堂 南海（きょくどう なんかい）は、講談師の名跡。
- 初代旭堂南海 - 後∶三代目旭堂南陵

旭堂 南海（きょくどう なんかい、1964年（昭和39年）4月20日 - ）は、上方講談師。なみはや講談協会会員。本名∶内海 浩明。

## 来歴
1964年4月20日、兵庫県加古川市志方町西牧に生まれる。志方西小学校、志方中学校、加古川東高校を卒業の後、大阪大学文学部へ入学。
大阪大学文学部で日本文学（近世文学）を専攻。大衆芸能に興味を持ち、落語、浪曲を経て、最後に講談にたどりつく。1988年、3代目旭堂南陵に入門。1996年、大阪府芸術劇場奨励新人賞。1997年、谷町にて「南海の何回続く会？」を毎月1回（第4火曜日）開催（この会は現在も自主講演が続いている）。
1998年、大阪市より「咲くやこの花賞」を受賞。2004年、東大阪市から大阪市天王寺区に転居。2009年、加古川観光協会より「加古川観光大使」に任命される。2007年6月、「南海の何回続く会？」が10年を迎える。
2025年、令和6年（2024年）度大阪文化祭賞（第2部門：現代演劇・大衆芸能）を受賞。

## 人物
ファンによるHPの内容に基づく。
- お酒（洋酒、高麗酒を除く）やタバコを楽しむ。
- 好きな食べ物は和食。
- 趣味は物を覚えること。特技は物を忘れること。
- 「南海」という名は師匠3代目旭堂南陵の由緒ある前座名である。当代は2代目にあたる。
- 落語の文枝一門と親交があり、「五代目桂文枝一代記」を文枝一門会でゲスト出演した。
- 高校時代は落語研究会に所属。

## 出演
- ほぼ毎月、講談の席に上っている[6]。

### テレビ
- 「ざっくばらん」（奈良テレビ放送）毎週金曜日レギュラー(2006年3月まで)[7]

### ラジオ
- 「新播磨風土記」（ラジオ関西）毎月第4月曜日[7]
- 「谷五郎のOH!ハッピーモーニング」（ラジオ関西）毎週火曜日レギュラー（2006年3月まで）[7]
- 「谷五郎のOH!ハッピーモーニング」（ラジオ関西）毎週木曜日レギュラー（2004年3月まで）[7]

## 著書（共著）
- 『勝手に関西世界遺産』（石毛直道・桂小米朝・宮田珠己・井上章一・木下直之・島崎今日子共著）朝日新聞社、2006年9月。ISBN 978-4-02-250228-5
- 『水都大阪盛衰記』（松村博・石浜紅子・三木理史ほか共著）新なにわ塾叢書企画委員会（橋爪紳也・江弘毅・栗本智代・音田昌子） ・大阪府立文化情報センター編、ブレーンセンター〈新なにわ塾叢書3〉、2009年8月。ISBN 978-4-8339-0703-3